# 高汝礪
高汝礪（1152年—1224年），中国金朝末年应州金城（今山西省朔州市山阴县）人，又作高汝励，字岩夫。
大定十九年（1179年）中進士。1194年金章宗擢昇他为刺史，两年後回中央，以後担任財政官僚。1206年，進昇户部尚书，当时北方蒙古帝国、南方南宋军事压力財政困難。金章宗时任当时钞法不能流转，高汝礪上书更定，方便百姓。金宣宗南迁遷都開封，支配民族猛安謀克軍兵糧食問題深刻化。在邯郸，以他为参知政事，次年为尚书右丞。上书言事，多被采纳。1216年正月，为尚书左丞，连续上表请求致仕。皇帝不许。1220年任平章政事，后为尚书右丞相、監修国史，封寿国公，金哀宗即位，言官弹劾他欺君固位，不退当杀。高汝礪还是请求致仕，哀宗不许。1224年三月，高汝礪年七十一岁卒。正大三年，配享宣宗廟庭。

## 传記資料
- 《金史》列传第四十五